# Лавлендська жаба

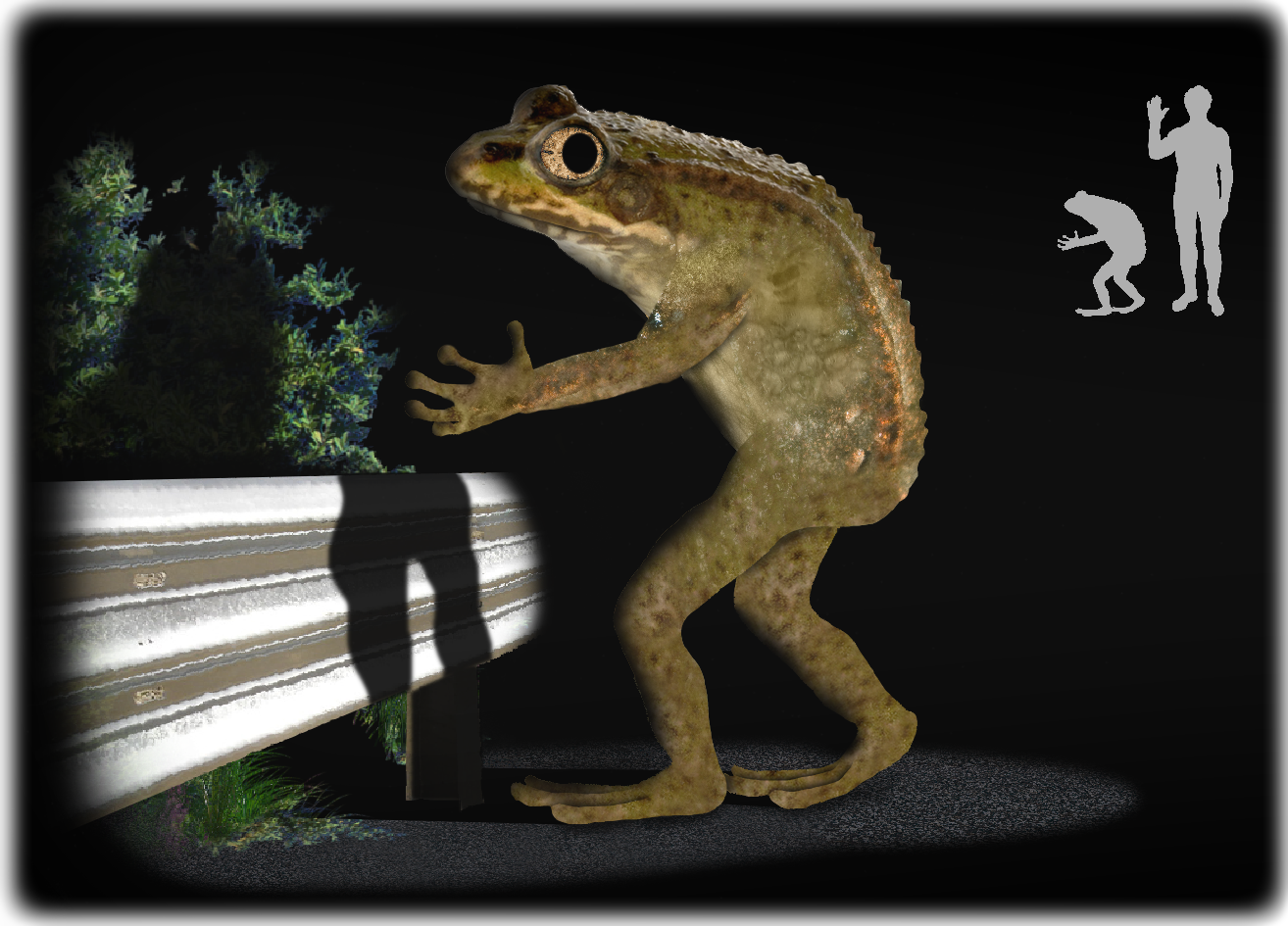
Художнє зображення жаби Ловеланд (Loveland frog)

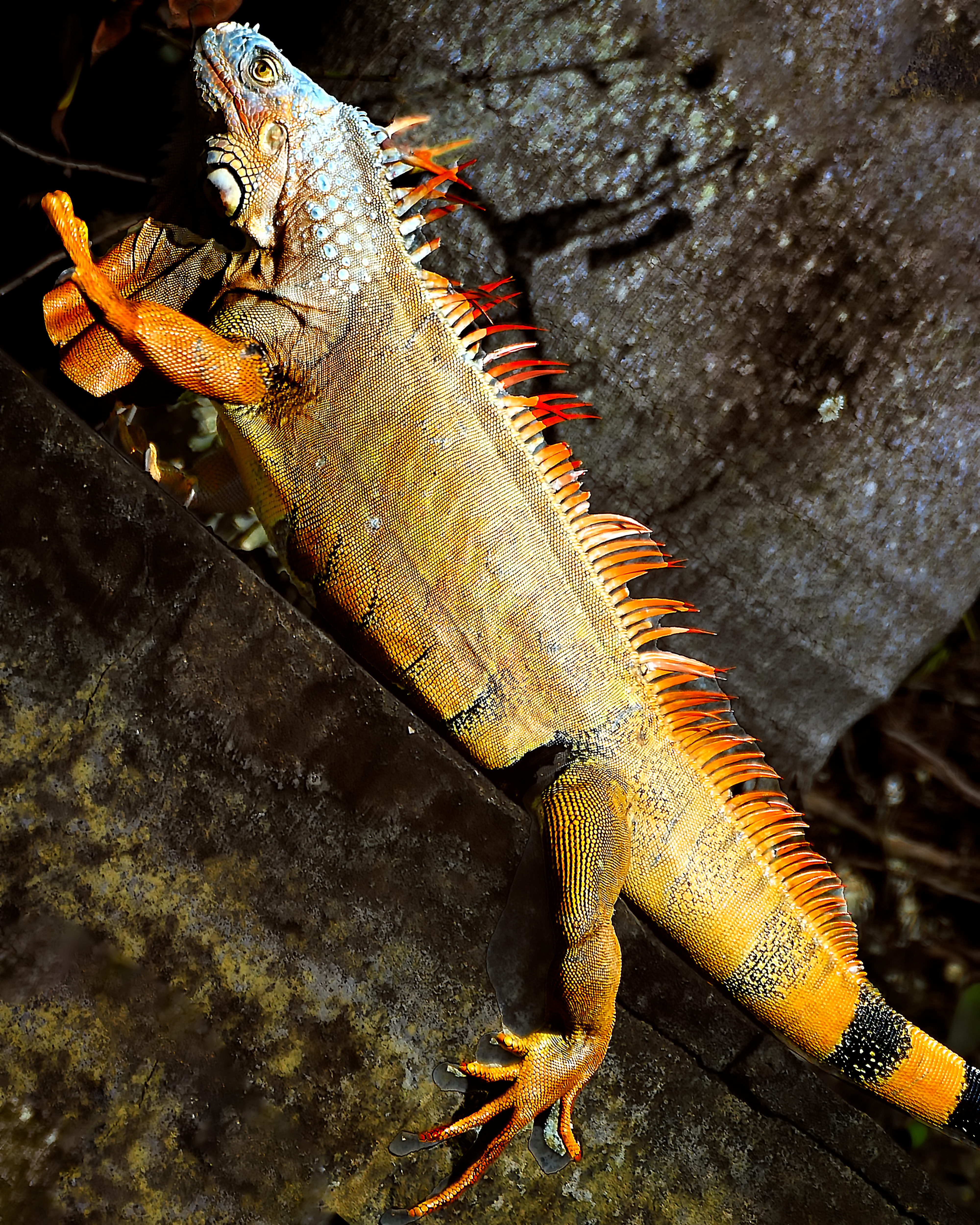
Так звана «жаба», швидше за все, була великою безхвостою ігуаною

У фольклорі Огайо жаба Лавленд (також відома як Лавлендська жаба або ящірка Лавленд) — легендарна гуманоїдна жаба, яка описується як потвора, що має зріст близько 4 фути (1,2 метри) була нібито помічена у Лавленді, штат Огайо, США. У 1972 році, легенда знову ожила, коли поліцейський Лавленда повідомив своєму товаришу, що він бачив створіння, яке було схоже на людину-жабу. Після повідомлення про спостереження людини-жаби в 2016 році, другий офіцер поліції зателефонував на станцію новин, та надав інформацію що він застрелив ту саму істоту, яку іменували як жаба Лавленд через кілька тижнів після інциденту 1972 року та ідентифікував її як велику рептилію, ігуану без хвоста. 
Професор фольклоруу Університету Цинциннаті Едгар Слоткін порівняв жабу Лавленд із Полом Баньяном (велетень-дроворуб з американського фольклору), сказавши, що історії про неї передавалися у спадок «кілька десятиліть» і що повідомлення про її спостереження, здається, надходять передбачуваними циклами.
У травні 2014 року легенда про жабу Лавленд була знята в мюзиклі під назвою «Гарячий проклятий!» Це жаба Loveland! .  У 2019 році виконавець Dogdied створив пісню Hot Damn! I'm the Loveland Frog!

## Легенди
Згідно з різними легендами, істоту вперше побачив бізнесмен або комівояжер, який їхав по невідомій дорозі пізно ввечері в 1955 році, деякі джерела кажуть, що це був останній місяць весни, травень. В одній з цих легенд водій виїжджав з району Бранч-Хілл, коли помітив три фігури, які стояли на задніх лапах уздовж дороги, кожна фігура мала зріст 3-4 фути заввишки (0,91-1,22 метри), голови цих створінь були вкриті шкірястою шкірою і жаб'ячими мордами. В інших версіях легенди істоти були помічені біля мостів, але тут теж різняться покази, різні люди говорять, що бачили їх під або над погано освітленим мостом, і що одна жаба Ловленд тримала над головою чарівну паличку, яка випускала яскраві іскри. 

## Рапорти Ловеландської поліції
3 березня 1972 року о 1 год ранку поліцейський Лавленда Рей Шокі їхав на Ріверсайд-Драйв поблизу фабрики черевиків Totes і річки Літл-Маямі, коли невідома тварина промчала через дорогу перед його автомобілем. Тварина була повністю освітлена фарами його автомобіля, тому він зміг описати їх як створінь заввишки 3-4 фути (0,9-1,2 метри) завдовжки і близько 50-75 фунтів (25-35 кілограм), зі шкірястою шкірою. Він повідомив, що помітив тварину, яка «згорбилася, як жаба», перш ніж вона на мить випрямилася, щоб перелізти через огорожу та спуститися вниз до річки.
Через два тижні після інциденту, другий офіцер поліції Лавленду, Марк Метьюз, повідомив, що бачив невпізнану тварину що була схожа на рептилію, створіння присіло вздовж траси неподалік від місця про яке говорив Шокі. Метьюз застрелив тварину, потім поклав її тіло у свій багажник, щоб показати офіцеру Рейу Шокі. За словами Метьюза, це була «велика ігуана близько 3-3,5 футів (0,9-1,1 метри) завдовжки», Марк не відразу впізнав тварину як ігуану, оскільки у неї не було хвоста. Метьюз припустив, що ігуана була чиїмось домашнім улюбленцем, який «або звільнився, або був випущений, коли став занадто великим».  За словами Метьюза, він показав Шоккі мертву Ігуана, і він підтвердив, що це та тварина, яку він бачив два тижні тому, біля фабрики Totes та річкі Літл-Маямі. Метьюз розповів про цей інцидент автору книги про міські легенди, але каже, що автор «опустив ту частину, яка підтверджує, що істота була ігуаною, а не людиною-жабою».  Метьюз також переповів історію про людину-жабу в 2016 році на 9 каналі WCPO.

## В літературі
У науково-фантастичному/загадковому романі Джеймса Реннера Людина з Примроуз Лейн» міститься своя версія жаби Лавленд.